# La macchina dell'amore
La macchina dell'amore (Love Machine) è un film del 1971 diretto da Jack Haley Jr..
È una commedia statunitense con John Phillip Law, Dyan Cannon e Robert Ryan. Il film è tratto dall'omonimo romanzo di Jacqueline Susann.

## Trama
Un giovane viene assunto e, in breve tempo, occupa un posto di rilievo ma la volontà di arrivare al successo a tutti i costi lo rende sempre più egoista e spregiudicato. La donna che l'ha aiutato è divenuta nel frattempo sua amante facendo arrivare il giovane al vertice dell'azienda ma un litigio tra i due e la triste fama fattasi sono causa della fine della sua carriera.